# بلوط
بلوط (به انگلیسی: Oak) و با (نام علمی: Quercus) نام سرده‌ای از درختان خانوادهٔ راشیان و همچنین میوه آن‌هاست. درختان بلوط عمری طولانی دارند که گاه به دو هزار سال نیز می‌رسد.
حدود ۵۰۰ گونهٔ مختلف از درختان بلوط، هم برگ‌ریز و هم همیشه‌سبز، شناسایی شده‌است و گونه‌های بسیاری از آن در ایران، بومی رشته‌کوه زاگرس هستند.
بلوط‌ها در سراسر نیمکره شمالی، در مناطق معتدل، سردسیر و مناطق گرمسیر در قاره آمریکا، اروپا، آسیا و شمال آفریقا، پراکندگی دارند. بیشترین تعداد گونه‌های بلوط، مربوط به آمریکای شمالی است. کشور مکزیک به‌تنهایی دارای ۱۶۰ گونه بلوط است که ۱۰۹ گونه از آن‌ها گونه بوم‌زاد مکزیک هستند. ایالات متحده دارای ۹۰ گونه و چین، حدود ۱۰۰ گونه بلوط دارد.
چوب بلوط با چگالی در حدود ۰٫۷۵ گرم بر سانتی‌متر مکعب از سختی و استحکام بالایی برخوردار است. همچنین به دلیل داشتن مقادیر تانیک اسید بالا در برابر حشرات و حملات قارچ‌ها بسیار مقاوم است. چوب این درخت از مرغوب‌ترین چوب‌هاست و زغال آن نیز مرغوب است. این موضوع یکی از دلایل قطع بی‌رویهٔ این درختان است و بقای این جنگل‌ها را تهدید می‌کند.

## تکثیر
تکثیر طبیعی این درخت از طریق کاشته شدن میوه آن صورت می‌گیرد. جوندگان خانواده سنجاب جهت ذخیره‌سازی میوه بلوط برای فصل زمستان آن را در عمق مناسبی دفن می‌کنند. فراموش کردن جای برخی از این میوه‌ها توسط سنجاب‌ها باعث می‌شود که در بهار سال بعد جوانه بزنند. این جوندگان موجب زایش مداوم جنگل‌های بلوط هستند. سنجاب‌ها از روی غریزه مقاوم‌ترین دانه‌ها را برای دفن کردن انتخاب می‌کنند و بنابراین احتمال سالم ماندن میوه در زیر خاک و جوانه زدن آن در سال بعد بالا می‌رود.
در سال‌های اخیر برخی کارشناسان از خطر انقراض سنجاب ایرانی گفته‌اند که در ادامه حیات جنگل‌های بلوط ایران نقشی اساسی دارند.
جست‌زنی (به دو صورت پاجوش و ریشه جوش) نیز از راه‌های تکثیر در برخی از گونه‌های بلوط است.

## ترکیب شیمیایی

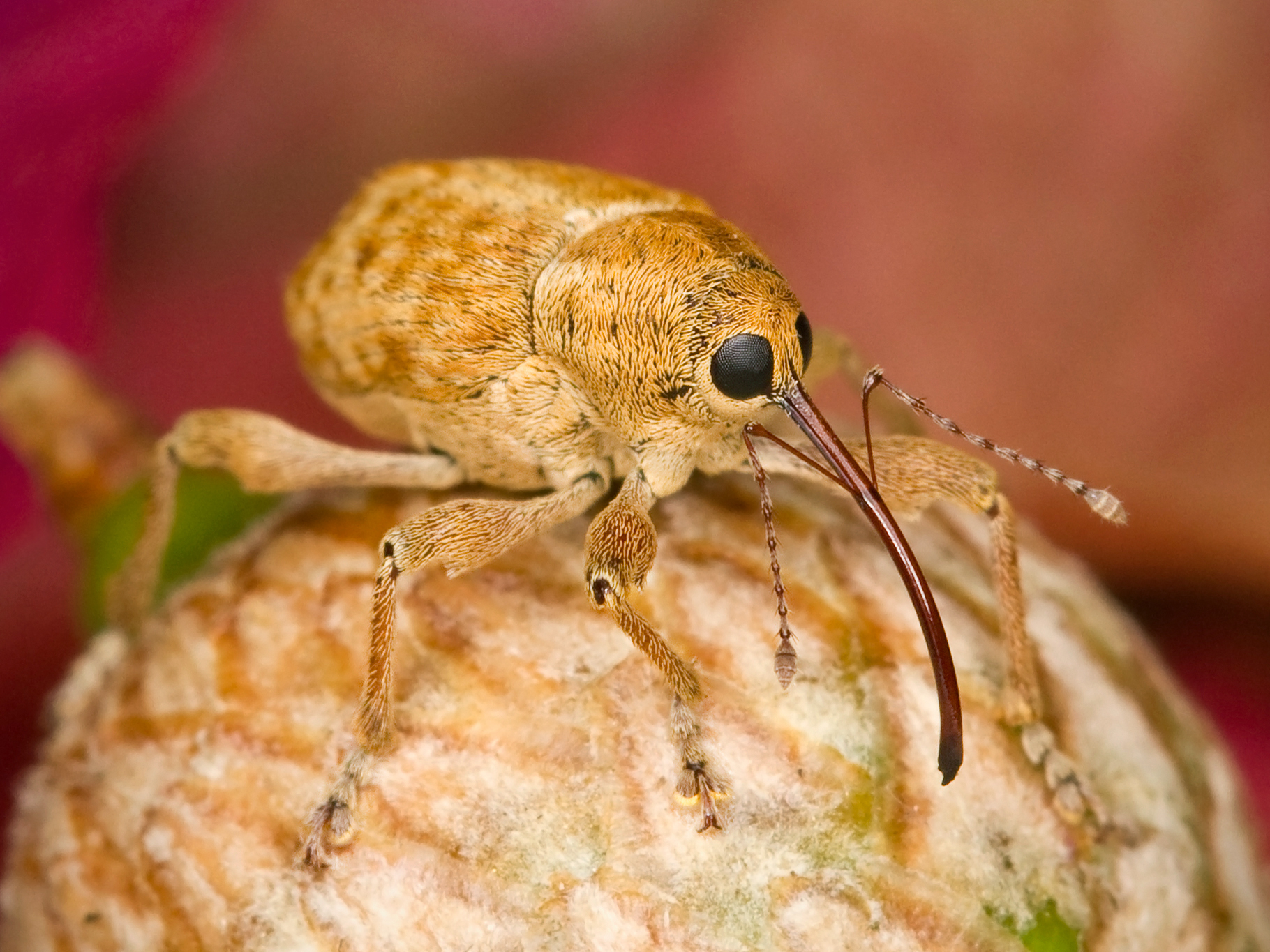
سوسکچه خرطوم‌دار درخت فندقی، آفت گونه‌های مختلف درخت بلوط است.

- میوهٔ بلوط: نشاسته، پروتئین، قندهای مختلف مخصوصاً کوئرستین، مادهٔ روغنی و بالاخره تانن دارد.
- برگ و پوست بلوط: تانن ویژه‌ای به نام اسید کوئرسی تانیک محلول در آب، نوعی قند به نام کوئرستین، لعاب، یک مادهٔ قرمز به نام قرمز بلوط دارد.

## کاربرد

### کاربرد درمانی
تانن موجود در میوه بلوط که در برخی زبان محلی کشور به آن «شوکه» می‌گویند با تقویت مخاط معده در درمان ورم و زخم معده مورد استفاده قرار می‌گیرد و می‌تواند در بهبود زودتر زخم‌ها و خونریزی‌ها و درمان اسهال مفید باشد. بخش‌هایی از درخت بلوط که کاربرد درمانی دارند عبارتند از میوه، پوست، گال و برگ.

### کاربرد خوراکی
میوه بلوط شمال و جنوب ایران و نیز گونه‌های مختلف آن از نظر مواد غذایی متفاوتند. اما نتایج آنالیز مویه بلوط شمال ایران به همراه پوسته‌اش نشان داده که شامل ۱۱ درصد چربی، ۱۱٫۵ درصد فیبر، ۲۶۳۰ کیلوکالری بر کیلوگرم انرژی و دارای ۱۸٫۵ درصد پروتئین است. در بخش‌های مختلف کشور که جنگل‌های بلوط وجود دارند از آرد کردن میوه بلوط، نان بلوط تهیه می‌شود.
دامداران با توجه به گرانی خوراک دام، دانه‌های بلوط را در پاییز جمع‌آوری می‌کنند و به عنوان تغذیه جایگزین در زمستان به دام‌ها می‌دهند که علاوه بر خواص غذایی بسیار، برای سلامت دام‌ها نیز مفید است.

### کاربردهای دیگر
از دانه، برگ و نیز گال درخت بلوط در داروسازی، رنگرزی (به عنوان یکی از مواد رنگزای طبیعی)، مرکب‌سازی و صنعت چرم‌سازی استفاده می‌شود. چوب بلوط بسیار محکم است و از آن برای ساخت وسائل یا سوزاندن استفاده می‌شود. برخی گونه‌های بلوط به عنوان درخت زینتی کاشته می‌شوند و از برگ‌های برخی گونه‌های آن همچون یوول به عنوان بازدار زیستی آفت‌ها در باغ و گلخانه استفاده می‌شود.

## بلوط در مناطق گرمسیری
نوع متفاوتی از بلوط در نقاط گرمسیری و استوایی در کشورهایی مانند چین - ویتنام - استرالیا - ژاپن - تایلند، رشد می‌کند که به آن بلوط آبی گفته می‌شود. این میوهٔ گرمسیری سرشار از کربوهیدرات و آنتی‌اکسیدان است و به واسطه داشتن کالری پایین به عنوان یک مکمل غذایی مفید برای رژیم غذایی در نظر گرفته می‌شود.آنتی‌اکسیدان موجود در شاه بلوط آبی باعث کاهش سلول‌های سرطانی شده و برای متابولیسم بدن فواید بی شماری دارد.

### ارزش تغذیه‌ای بلوط آبی
| کالری         | ۹۷ کیلوکالری  |
| کل چربی       | ۰ گرم         |
| چربی اشباع    | ۰ گرم         |
| کلسترول       | ۰ میلی‌گرم     |
| سدیم          | ۱۴ میلی‌گرم ۱٪ |
| کل کربوهیدرات | ۲۴ گرم ۸٪     |
| فیبر          | ۳ گرم ۱۲٪     |
| شکر           | ۵ گرم         |
| پروتئین       | ۱ گرم         |
| ویتامین A     | ۰٪            |
| ویتامین C     | ۷٪            |
| کلسیم         | ۱٪            |
| آهن           | ۰٪            |

## بلوط در ایران
دربارهٔ تعداد گونه‌ها و زیر گونه‌های بلوط در ایران نظرات مختلفی داده شده اما همه پژوهشگران بر وجود چند گونه مهم از بلوط در جنگل‌های ایران توافق دارند:
- گونه بلوط ایرانی (نام علمی: Quercus brantii) یا بَرودار، درختی با ارتفاع تا ۱۰ متر، که از شمال‌غربی تا جنوب‌شرقی رشته‌کوه زاگرس وجود دارد و به علت انعطاف‌پذیری خاص خود نسبت به دیگر گونه‌ها توانایی رویش در گونه‌های مختلف خاک، ارتفاع (از ۴۵۰ متر در گدارلندر مسجدسلیمان گرفته تا ۲۶۰۰ متر از سطح دریا در ارتفاعات لته‌کال یاسوج) و جهات جغرافیایی را دارد. در مناطق مختلف با نام‌های گوناگونی چون بلوط ایرانی، برو، شکین، هلوین، بلیط، بلی، بلو و داربرو نامیده می‌شود. یکی از ویژگی‌های بسیار مهم این‌گونه، که نقش بسیار اساسی در بقای آن داشته قدرت خارق‌العاده جست‌زنی آن (به دو صورت پاجوش و ریشه جوش) است.
- گونه دارمازو (نام علمی: Quercus infectoria)، درخت یا درختچه‌ای با ارتفاع متوسط، که از شمال‌غربی زاگرس تا منطقه گهواره در استان کرمانشاه گسترش یافته و پس از آن به صورت لکه‌های کوچک و پراکنده در استان لرستان یافت می‌شود.
- گونه یوول (نام علمی: Quercus libani)، درختی کوتاه به ارتفاع ۱۰–۱۲ متر، که مختص مناطق مرتفع با خاک‌های عمیق و حاصلخیز است و پراکنش آن از آخرین حد شمالی زاگرس شروع می‌شود و در پایان محدوده جنگل‌های مریوان (هم‌مرز با پاوه در استان کرمانشاه) تمام می‌شود.
- گونه اوری (نام علمی: Quercus macranthera)، درختی مرتفع به ارتفاع تا ۲۵ متر، که در جنگل‌های ارتفاعات شمال ایران، مناطق کوهستانی قفقاز، ارسباران و جنوب بروجرد و جنگل‌های مختلط کاسپینی-هیرکانی دیده می‌شود. به شکل زمین و جهت جغرافیایی بستگی ندارد اما به ارتفاع زمین بستگی داشته و غالباً در ارتفاعات بالاتر از ۱۷۰۰ متر از سطح دریا رشد می‌کند و درختی سرما دوست و نورپسند است.[۱۱] در مناطق شمالی ایران این درخت را با نام‌های دیگری چون بلند مازو، پاچه مازو، گوری، اورو، ترش مازو و پالط نیز می‌شناسند.
- گونه بلندمازو (نام علمی: Quercus castaneifolia)، درختی مرتفع به ارتفاع تا ۵۰ متر، که در استان‌های گلستان، مازندران و گیلان می‌روید.[۱۲]
- گونه سفیدمازو (نام علمی: Quercus petraea) که در استان‌های گلستان، مازندران و گیلان می‌روید.[۱۳]

در سال‌های اخیر روند تخریب درختان بلوط جنگل‌های ایران گسترش یافته که عواملی چون آفت، خشکسالی، از بین بردن درختان برای کشاورزی و دامداری، بریدن درختان برای تهیه زغال، هجوم سوسک‌ها، بیماری ناشناخته، گردوغبار و افزایش میانگین دمای هوا را از دلایل اصلی آن می‌دانند.
دشت برم، بزرگترین دشت بلوط ایران در کازرون و در غرب استان فارس قرار گرفته‌است و در سال‌های اخیر تلاش‌هایی برای جلوگیری از نابودی بیشتر درختان آن شده‌است.

نقشه توزیع انواع گونه‌های بلوط در ایران

## کاشت بلوط
جنگل های بلوط در حال نابودی هستند. تنها راه نجات آنها، کاشت بذر بلوط در کوه‌های زاگرس یا مناطقی که امکان کاشت وجود دارد، هست. کاشت درخت بلوط بسیار ساده بوده بلوط به آب نیاز ندارد. با یک جستجوی ساده در اینترنت می توان به مقالات مختلفی در زمینه کاشت درخت بلوط دست پیدا کرد. فقط این نکته را مدنظر داشته باشید که بلوط بعد از کاشتن به نگهداری نیاز دارد. محافظت از آن در برابر حیواناتی مثل بز و گوسفند هست. باید حصار سنگی برای آن ایجاد کرد تا هم از خشک شدن بلوط توسط گرما جلوگیری کند و هم از جوانه بلوط در مقابل حیوانات محافظت کند. 

## روز پاسداشت بلوط زاگرس
جمعی از مردم و رسانه‌های منطقه زاگرس، روز هفتم فروردین ماه را به نام «روز پاسداشت جنگل‌های بلوط» نامگذاری کرده‌اند، این اقدام به دنبال وخیم شدن وضعیت بلوط‌های زاگرس به دنبال پدیده «زوال بلوط» و تأثیرات مخرب ریزگردها و سایر عوامل انسانی و طبیعی تهدیدکننده درختان بلوط، به منظور جلب حمایت‌ها و مشارکت‌های مردمی برای حفظ این منابع صورت گرفته‌است.
در این روز مردم به هواداری از درختان بلوط به دل طبیعت می‌روند و با نمادها و لباس‌های محلی و پلاکاردها و امثال آن می‌کوشند توجه عموم را به این منابع ارزشمند طبیعی کشور جلب کنند. 